# Dodeneiland (Rachmaninov)
Dodeneiland, opus 29 is een symfonisch gedicht gecomponeerd door Sergej Rachmaninov.

## Geschiedenis
Rachmaninov werd geïnspireerd door het schilderij Het dodeneiland van Arnold Böcklin, waarvan hij in 1907 te Parijs een zwart-wit reproductie zag. Overigens zag Rachmaninov het schilderij pas later in kleur; hij vond het toen tegenvallen en vertelde dat als hij het schilderij eerst in kleur had gezien, hij waarschijnlijk niet tot dit werk zou zijn gekomen. Hij voltooide de compositie tijdens zijn verblijf in Dresden in 1909. De première vond plaats op 18 april 1909 te Moskou, de componist dirigeerde.

## Muziek
Het werk wordt beschouwd als een klassiek voorbeeld van de Russische laat-Romantiek aan het begin van de twintigste eeuw. De muziek begin met de suggestie van het geluid van de roeispanen van Charon wanneer die het water van de rivier de Styx raken. Rachmaninov citeert hierin, zoals in veel ander werk, bij wijze van 'handtekening', de Dies Irae-sequens uit de Rooms-Katholieke dodenliturgie.
De keuze van de 5-delige maatsoort voor het gehele stuk (de compositie staat in 5/8ste maat genoteerd) houdt verband met de duur per slag van het bedienen van de roeiriemen van een boot: twee tellen voor het, vlak boven het water in de juiste positie brengen van de roeiriemen en drie tellen voor het trekken aan de roeiriemen in het water waardoor de boot vooruit komt, richting het steeds sterker opdoemende Dodeneiland van Böcklin's schilderij
Orkestratie:
- 3 fluiten (waarvan 1 ook piccolo), 2 hobo's, althobo, 2 klarinetten, basklarinet, 2 fagotten, contrafagot
- 6 hoorns, 3 trompetten, 3 trombones, tuba
- 3 pauken, slagwerk (bekkens en grote trom), harp
- violen, altviolen, celli, contrabassen.